# Zhucheng
Zhucheng léase Zhu-Cheng (en chino:诸城市, pinyin:Zhūchéng shì) es una ciudad-condado bajo la administración directa de la ciudad-prefectura de Weifang en la provincia de Shandong, China. Posee una población de 1.06 millones de habitantes.

## Historia
Antiguamente Zhucheng era llamada Langya (琅琊). Desde ella el emperador Qin Shi Huang envió a Xu Fu para que navegara hasta Japón en el 210 a. C., en búsqueda del elixir de la juventud.
Zhang Zeduan el pintor de la dinastía Song nació en Zhucheng en el 1085. También fue el sitio de nacimiento de la última esposa de Mao Zedong Jiang Qing quien fuera líder de la banda de los cuatro. Zhao Shucong 赵树丛, vicegobernador de la provincia de Anhui es un nativo de Zhucheng.

## Importancia en la paleontología
Desde 1960 Zhucheng ha sido identificado como un importante yacimiento de restos fósiles. La población local ya utilizaba los restos fósiles ricos en Calcio en la preparación de remedios tradicionales para tratar dolores musculares y otras dolencias.
El fósil más grande de hadrosaurio fue excavado en Zhucheng durante los años 1980 y se encuentra exhibido en un museo local. Los científicos han recogido más de cincuenta toneladas de fósiles desde 1960.
La ciudad también ha sido el centro de operaciones de contrabando y saqueo de restos fósiles; en enero de 2008, Australia devolvió cientos de kilos de restos fósiles de origen chino, incluidos huevos fosilizados de dinosaurio. Los fósiles fueron recuperados mediante una operación encubierta llevada a cabo en depósitos del puerto.